# Хентон, Брайан
Бра́йан Хе́нтон (англ. Brian Henton, 19 сентября 1946 года, Касл Донингтон, Лестершир) — британский автогонщик, участник чемпионата мира по автогонкам в классе «Формула-1». Чемпион Европы Формулы-2 1980 года.

## Биография
Родился и вырос в Касл Донингтоне рядом со знаменитым автодромом Донингтон Парк. Работал продавцом мотоциклов, стартовал в любительских гонках. В 1970 году дебютировал в британской «Формуле-Ви», на следующий год стал чемпионом «Формулы-Ви». В 1972 году стал вице-чемпионом британской «Формулы-Супер-Ви», после чего перешёл в британскую «Формулу-3», в которой выиграл два первенства в 1974 году, одержав 17 побед в сезоне. В том же году дебютировал в европейском чемпионате «Формулы-2», в первой же гонке в Муджелло финишировал шестым. В 1975 году стартовал в чемпионате «Формулы-2», выступая за собственную команду, дважды поднимался на третью ступень подиума, также принял участие в двух гонках сезона 1975 чемпионата мира «Формулы-1» в составе команды «Лотус».
В 1976 году Хентон продолжил выступления в чемпионате «Формулы-2» за команду «Уиткрофт Рэйсинг», очков не набрал, после чего купил автомобиль «Марч 761» и в 1977 году вернулся в чемпионат мира «Формулы-1», заявив собственную команду «Бритиш F1 Рэйсинг». После трёх непройденных квалификаций принял участие в двух Гран-при за команду HB Bewaking Alarm Systems, после чего прекратил участие в чемпионате мира и вновь переключился на «Формулу-2». В том же 1977 году он одержал первую победу в чемпионате Европы «Формулы-2», а после перехода в 1979 году в команду «Тоулмен» одержал за два года пять побед и завоевал титул чемпиона Европы 1980 года. После того, как «Тоулмен» в 1981 году перешёл в «Формулу-1», вместе с ним в чемпионат мира вернулся и Хентон, но всего лишь одна пройденная квалификация в 12 этапах сезона вынудила его на сезон 1982 года перейти в команду «Эрроуз», где ему также не сопутствовала удача, и уже в четвёртой гонке сезона года он оказался в команде «Тиррелл», где его лучшим результатом стало седьмое место в Гран-при Германии. В Гран-при Великобритании показал лучшее время круга. За всю свою карьеру в «Формуле-1» Брайан Хентон так и не набрал очков. По окончании сезона завершил гоночную карьеру и занялся бизнесом.

## Результаты гонок в Формуле-1
| Легенда к таблице |                                                                    |
| --- | ------------------------------------------------------------------ |
| В таблице перечислены результаты всех Гран-при Формулы-1, в которых принимал участие гонщик. Строками таблицы являются сезоны, столбцами — этапы чемпионата мира. В каждой клетке указаны сокращённое название этапа и результат, дополнительно обозначенный цветом. Расшифровка обозначений и цветов представлена в нижеследующей таблице. |                                                                    |
| \| Пример \| Описание \| \| ------------ \| ------------------------------------------------------------------ \| \| 1 \| Победитель \| \| 2 \| Второе место \| \| 3 \| Третье место \| \| 5 \| Финишировал, заработав очки \| \| Сход \| Не финишировал, но при этом заработал очки \| \| 12 \| Финишировал, не получив очков \| \| НКЛ \| Финишировал, но не попал в финальную классификацию \| \| 15 \| Участвовал вне зачёта, либо по отдельной классификации \| \| 18 \| Не финишировал, но попал в финальную классификацию \| \| Сход \| Не финишировал \| \| НКВ \| Не прошёл квалификацию \| \| НПКВ \| Не прошёл предквалификацию \| \| ДСК \| Дисквалифицирован \| \| ИСК \| Исключён из протокола соревнований \| \| ТТ \| Заявлен для участия только в тренировках \| \| НС \| Участвовал в квалификации, но не стартовал в гонке \| \| Т \| Травмирован или болен \| \| ОТК \| Отказ от участия \| \| НТР \| Прибыл на соревнования, но на трассу не выезжал \| \| НПР \| Был заявлен в числе участников, но не прибыл к началу соревнований \| \| О \| Соревнования отменены \| \| \| Не участвовал \| \| Поул-позиция \| \| \| Быстрый круг \| \| |                                                                    |
| Пример | Описание                                                           |
| 1 | Победитель                                                         |
| 2 | Второе место                                                       |
| 3 | Третье место                                                       |
| 5 | Финишировал, заработав очки                                        |
| Сход | Не финишировал, но при этом заработал очки                         |
| 12 | Финишировал, не получив очков                                      |
| НКЛ | Финишировал, но не попал в финальную классификацию                 |
| 15 | Участвовал вне зачёта, либо по отдельной классификации             |
| 18 | Не финишировал, но попал в финальную классификацию                 |
| Сход | Не финишировал                                                     |
| НКВ | Не прошёл квалификацию                                             |
| НПКВ | Не прошёл предквалификацию                                         |
| ДСК | Дисквалифицирован                                                  |
| ИСК | Исключён из протокола соревнований                                 |
| ТТ | Заявлен для участия только в тренировках                           |
| НС | Участвовал в квалификации, но не стартовал в гонке                 |
| Т | Травмирован или болен                                              |
| ОТК | Отказ от участия                                                   |
| НТР | Прибыл на соревнования, но на трассу не выезжал                    |
| НПР | Был заявлен в числе участников, но не прибыл к началу соревнований |
| О | Соревнования отменены                                              |
| | Не участвовал                                                      |
| Поул-позиция |                                                                    |
| Быстрый круг |                                                                    |

| Год  | Команда           | Шасси         | Двигатель | 1       | 2       | 3        | 4        | 5        | 6        | 7       | 8       | 9        | 10      | 11      | 12      | 13       | 14      | 15       | 16    | 17  | Место | Очки |
| ---- | ----------------- | ------------- | --------- | ------- | ------- | -------- | -------- | -------- | -------- | ------- | ------- | -------- | ------- | ------- | ------- | -------- | ------- | -------- | ----- | --- | ----- | ---- |
| 1975 | Лотус             | Lotus 72Е     | Косворт   | АРГ     | БРА     | ЮАР      | ИСП      | МОН      | БЕЛ      | ШВЕ     | НИД     | ФРА      | ВЕЛ 16  | ГЕР     | АВТ НС  | ИТА      |         |          |       |     | -     | 0    |
| 1975 | Лотус             | Lotus 72F     | Косворт   |         |         |          |          |          |          |         |         |          |         |         |         |          | США НКЛ |          |       |     | -     | 0    |
| 1977 | Марч              | March 761B    | Косворт   | АРГ     | БРА     | ЮАР      | СШЗ 10   |          |          |         |         |          |         |         |         |          |         |          |       |     | -     | 0    |
| 1977 | British F1 Racing | March 761B    | Косворт   |         |         |          |          | ИСП НКВ  | МОН      | БЕЛ     | ШВЕ     | ФРА      | ВЕЛ НКВ | ГЕР     | АВТ НКВ |          |         |          |       |     | -     | 0    |
| 1977 | Боро              | Boro N175     | Косворт   |         |         |          |          |          |          |         |         |          |         |         |         | НИД ДСК  | ИТА НКВ | США      | КАН   | ЯПО | -     | 0    |
| 1981 | Тоулмен           | Toleman TG181 | Харт      | США     | БРА     | АРГ      | САН НКВ  | БЕЛ НКВ  | МОН НПКВ | ИСП НКВ | ФРА НКВ | ВЕЛ НКВ  | ГЕР НКВ | АВТ НКВ | НИД НКВ | ИТА 10   | КАН НКВ | СИЗ НКВ  |       |     | -     | 0    |
| 1982 | Эрроуз            | Arrows A4     | Косворт   | ЮАР НКВ | БРА НКВ | СШЗ Сход |          |          |          |         |         |          |         |         |         |          |         |          |       |     | -     | 0    |
| 1982 | Тиррелл           | Tyrrell 011   | Косворт   |         |         |          | САН Сход | БЕЛ Сход | МОН 8    | ДЕТ 9   | КАН НКЛ | НИД Сход | ВЕЛ 8   | ФРА 10  | ГЕР 7   | АВТ Сход | ШВА 11  | ИТА Сход | СИЗ 8 |     | -     | 0    |